# Zaborów (województwo małopolskie)
Zaborów – wieś w Polsce położona w województwie małopolskim, w powiecie brzeskim, w gminie Szczurowa.
W latach 1975–1998 miejscowość należała administracyjnie do województwa tarnowskiego. Miejscowa Szkoła Podstawowa im. Władysława Jagiełły funkcjonuje od 1878. Z Zaborowa pochodził animator teatrów Jędrzej Cierniak.
Paweł, Karolina i Stefan Mika, mieszkańcy Zaborowa, otrzymali w 2000 roku tytuł Sprawiedliwych wśród narodów świata. W czasie II wojny światowej mieszkając w Zaborowie ratowali tamtejszych Żydów – Józefa Langdorfa i Mendela Tidera.

## Części wsi
| SIMC    | Nazwa   | Rodzaj    |
| ------- | ------- | --------- |
| 0832203 | Fenedyk | część wsi |
| 0832210 | Gać     | część wsi |
| 0832226 | Górki   | część wsi |

## Zabytki
Obiekty wpisane do rejestru zabytków nieruchomych województwa małopolskiego.
- cmentarz wojenny nr 263 – Zaborów cmentarz z I wojny światowej;
- dzwonnica przy kościele Nawiedzenia NMP;
- kaplica grobowa;
- pałac z otoczeniem.

Piętrowy pałac-dworek wybudowany został w stylu klasycystycznym, w XIX wieku. Budowla nakryta jest niskim dachem czterospadowym; od frontu znajduje się ryzalit z arkadą, zwieńczony frontonem z herbem Dąbskich. Posiadłość do 1945 r. należała do rodziny Dąbskich, później obiekt przekształcono czasowo w ośrodek zdrowia.
Przedwojennego Zaborowa dotyczy monografia etnograficzna pióra Kazimiery Zawistowicz-Adamskiej Społeczność wiejska. Doświadczenia i rozważania z badań terenowych w Zaborowie wydana w Łodzi w 1948 roku.

## Galeria

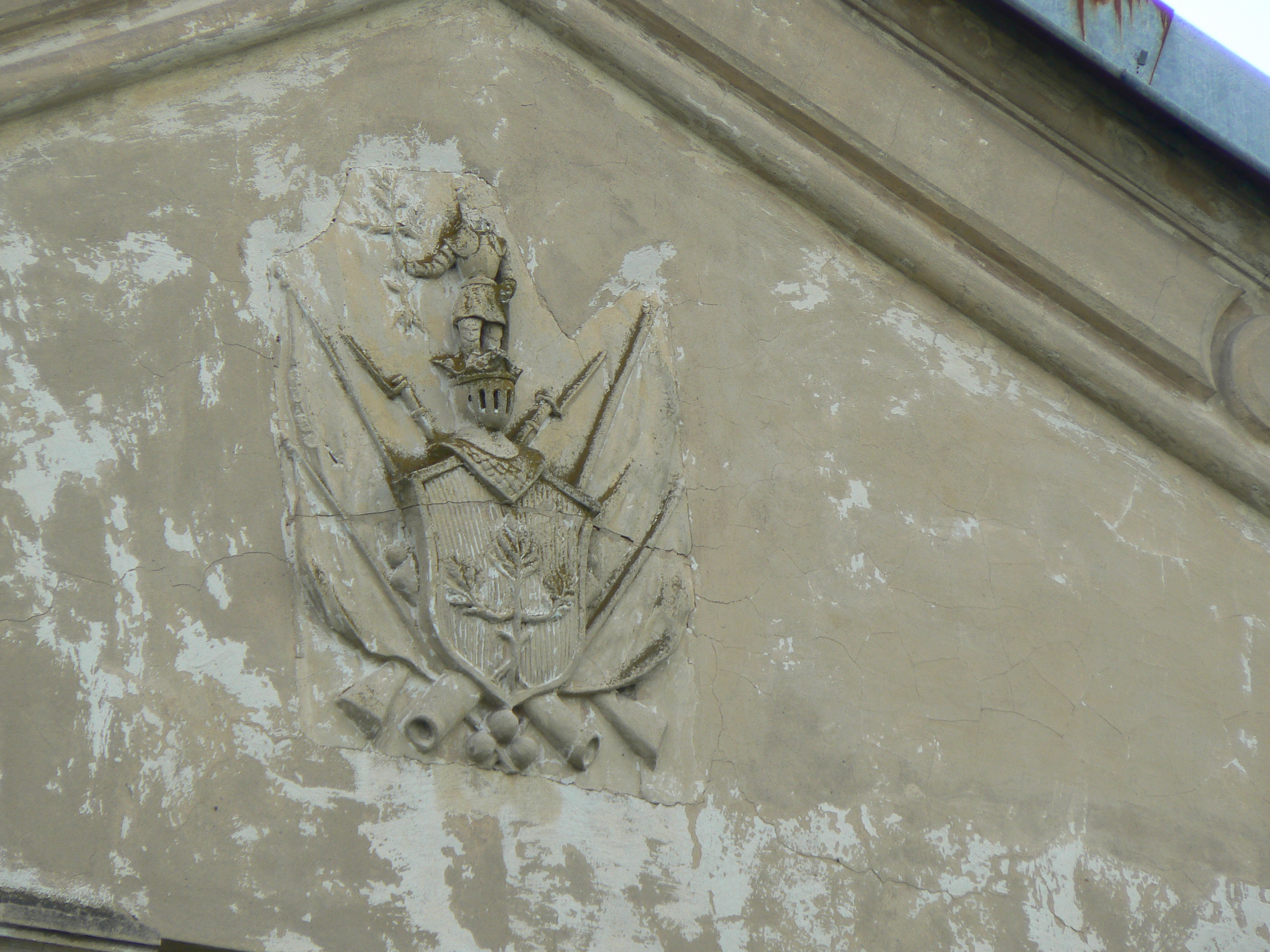
Herb właścicieli pałacu
Herb Godziemba rodziny Dąbskich
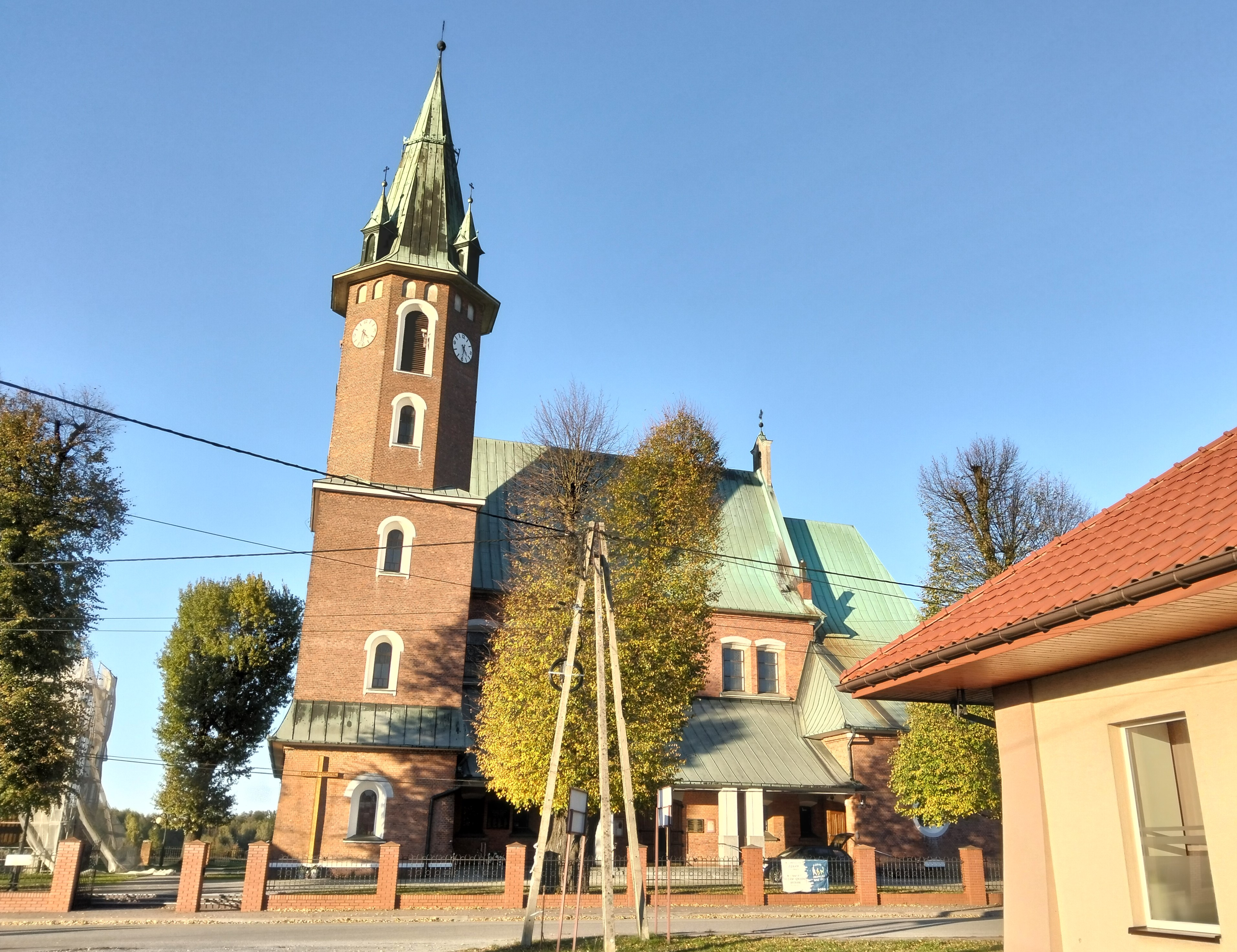
Kościół parafialny
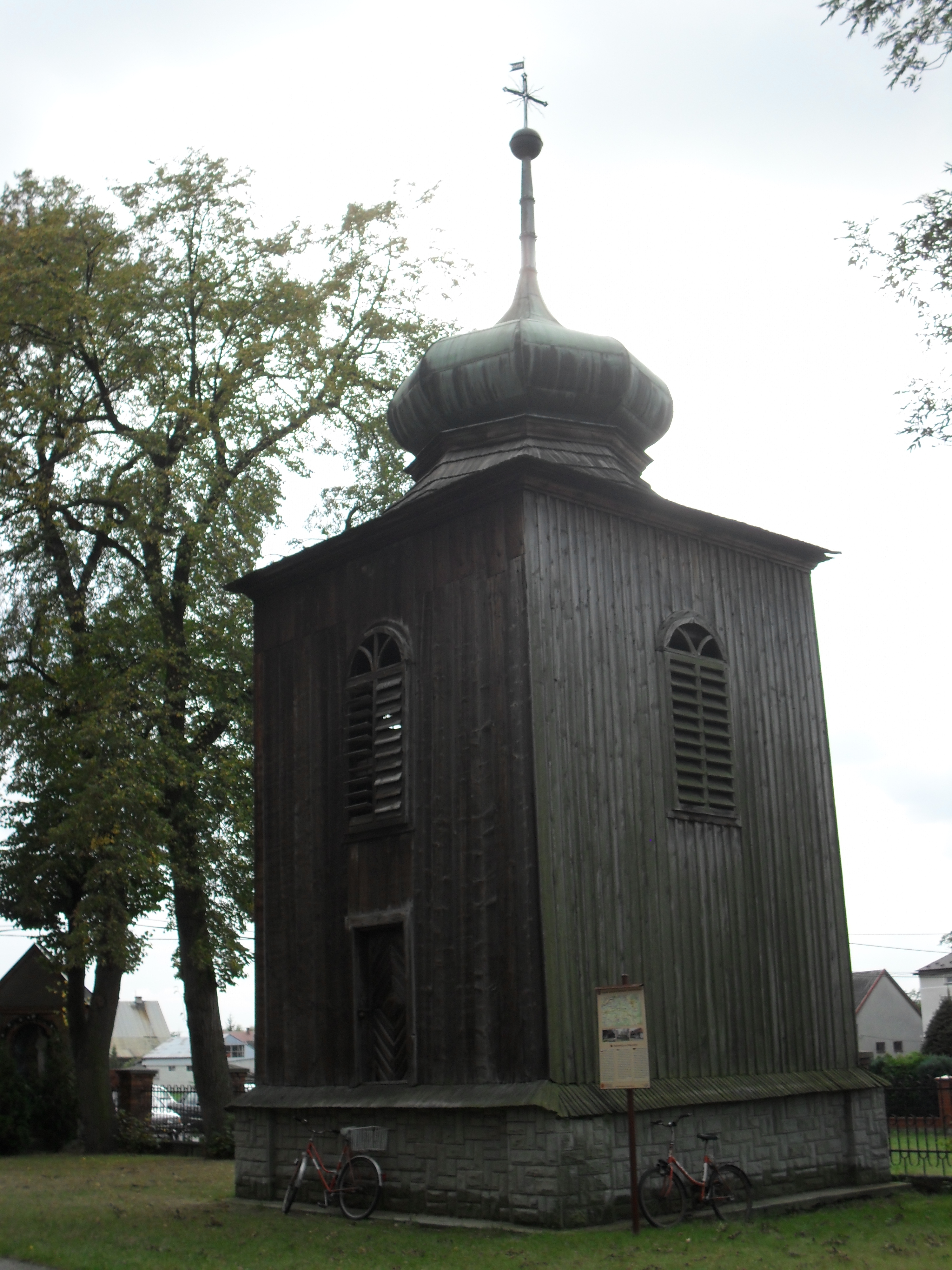
Wolno stojąca dzwonnica
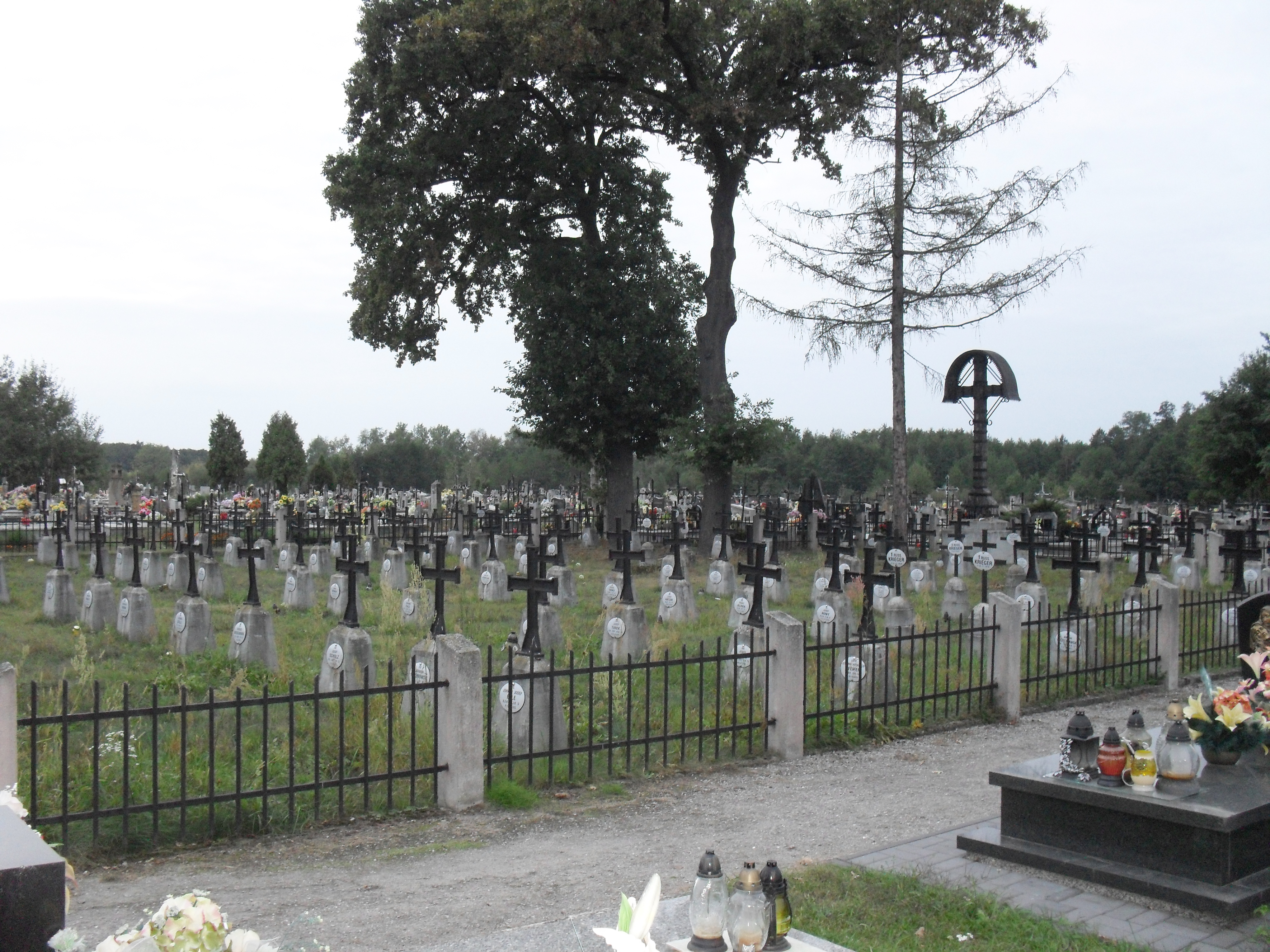
Cmentarz z I wojny światowej